# 和谐号CJ1型电力动车组
CJ1型电力动车组，是中華人民共和國鐵道部为營運新建的高速城际铁路及客运专线，而向中国北车集团长春轨道客车股份有限公司及唐山轨道客车有限責任公司订购的CRH系列高速动车组。中国鐵道部将所有引进国外技术、联合设计生产的中国铁路高速（CRH）車輛均命名為「和谐号」。

## 概要
CJ1型列车的原型为衍生自CRH380B平台，由中国北车主导，中国北车所属长客股份公司设计生产，并于2013年6月8日在长客亮相。CJ1型动车组以CRH380BL技术平台为基础，借鉴了CRH380BL、CRH380CL、CRH380B、CRH5型动车组的优点，研制开发的自主知识产权动车组。
CJ1型动车组可根据不同运营线路的需求，分别以时速160公里、时速200公里、时速250公里三个速度等级运行，是目前国内唯一既适合时速200～250公里之间客运专线、又适合时速160～250公里之间城际铁路运行的动车组。相对于此前国内运行的这一速度等级的动车组，该型动车组还有较强的成本优势和售后维护优势。

## 配属概况
直至2015年12月24日，2列CJ1型列车已出厂，CJ1型实验列车曾配属沈阳铁路局用于科研目的。而由2018年2月18日起，此等動車組正式配屬瀋陽南動車所，並於同年3月起擔當瀋丹大動車組列車的本務車輛，2019年，该动车组被改型为CRH3A（但与量產型的CRH3A及CRH3A-A不完全一样，本车座椅不可旋转，而量產型的CRH3A及CRH3A-A所有座椅均可旋转，外观涂装不同等）。
| CJ1→CRH3A  |   |            |        |                                                                      |                                        |
| 沈阳铁路局 | 2 | 0302、0502 | 瀋陽南 | 哈大客運專線、沈丹客运专线及丹大快速铁路                             | 已完成相应实验任务，曾配屬皇姑屯動車所 |
| 沈阳铁路局 | 2 | 0302、0502 | 瀋陽南 | 曾於大西客专使用，目前於哈大客運專線、沈丹客运专线及丹大快速铁路使用 | 已完成相应实验任务，曾配屬太原南動車所 |

## 列车编组
车厢型号
- ZE：二等座车（Second Class Coach）

| 车厢号   | 1                    | 2                    | 3         | 4         | 5         | 6         | 7                    | 8                    |
| 车型     | 二等座车             | 二等座车             | 二等座车  | 二等座车  | 二等座车  | 二等座车  | 二等座车             | 二等座车             |
| 车辆编号 | CRH3A-0XXX ZE xxxx01 | ZE 0xxx02            | ZE 0xxx03 | ZE 0xxx04 | ZE 0xxx05 | ZE 0xxx06 | ZE 0xxx07            | CRH3A-0XXX ZE xxxx00 |
| 动力配置 | 动车 带驾驶室（Mc）  | 拖车，带受电弓（Tp） | 动车（M） | 拖车（T） | 拖车（T） | 动车（M） | 拖车，带受电弓（Tp） | 动车 带驾驶室（Mc）  |
| 定員     | 60                   | 84                   | 84        | 76        | 84        | 84        | 84                   | 60                   |
| 动力单元 | 单元1                | 单元1                | 单元1     | 单元1     | 单元2     | 单元2     | 单元2                | 单元2                |

- xxxx：列車編號（0302、0502）

## 關連項目
- 和谐号CRH3A型电力动车组
- 和谐号CRH5型电力动车组
- 和谐号CRH6型电力动车组
- 和谐号CRH380B型电力动车组
- 和谐号CRH380C型电力动车组
- 和谐号CJ2型电力动车组
- 和谐号CJ3型电力动车组
- 和谐号CJ5型电力动车组
- 和谐号CJ6型电力动车组